# Municipio de Grant (condado de Roberts)
El municipio de Grant (en inglés: Grant Township) es un municipio ubicado en el condado de Roberts en el estado estadounidense de Dakota del Sur. En el año 2010 tenía una población de 194 habitantes y una densidad poblacional de 2,07 personas por km².

## Geografía
El municipio de Grant se encuentra ubicado en las coordenadas 45°40′54″N 96°55′37″O / 45.68167, -96.92694. Según la Oficina del Censo de los Estados Unidos, el municipio tiene una superficie total de 93.54 km², de la cual 92,62 km² corresponden a tierra firme y (0,98 %) 0,92 km² es agua.

## Demografía
Según el censo de 2010, había 194 personas residiendo en el municipio de Grant. La densidad de población era de 2,07 hab./km². De los 194 habitantes, el municipio de Grant estaba compuesto por el 65,98 % blancos, el 32,99 % eran amerindios, el 0,52 % eran asiáticos y el 0,52 % eran de una mezcla de razas. Del total de la población el 0 % eran hispanos o latinos de cualquier raza.